# ボルゲーゼ公園

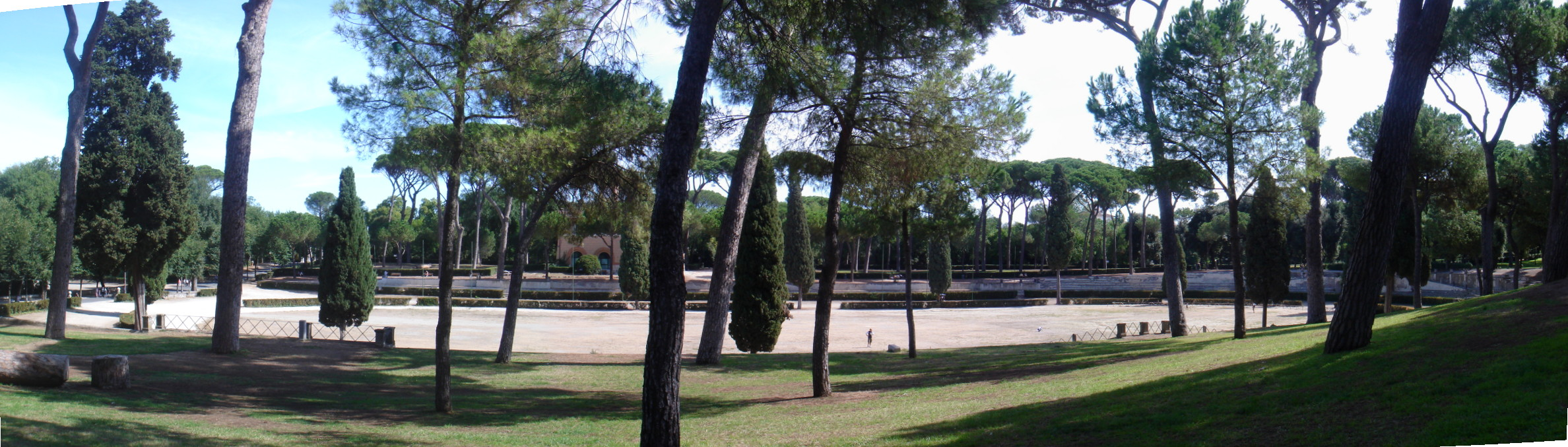
ボルゲーゼ公園のシエーナ広場

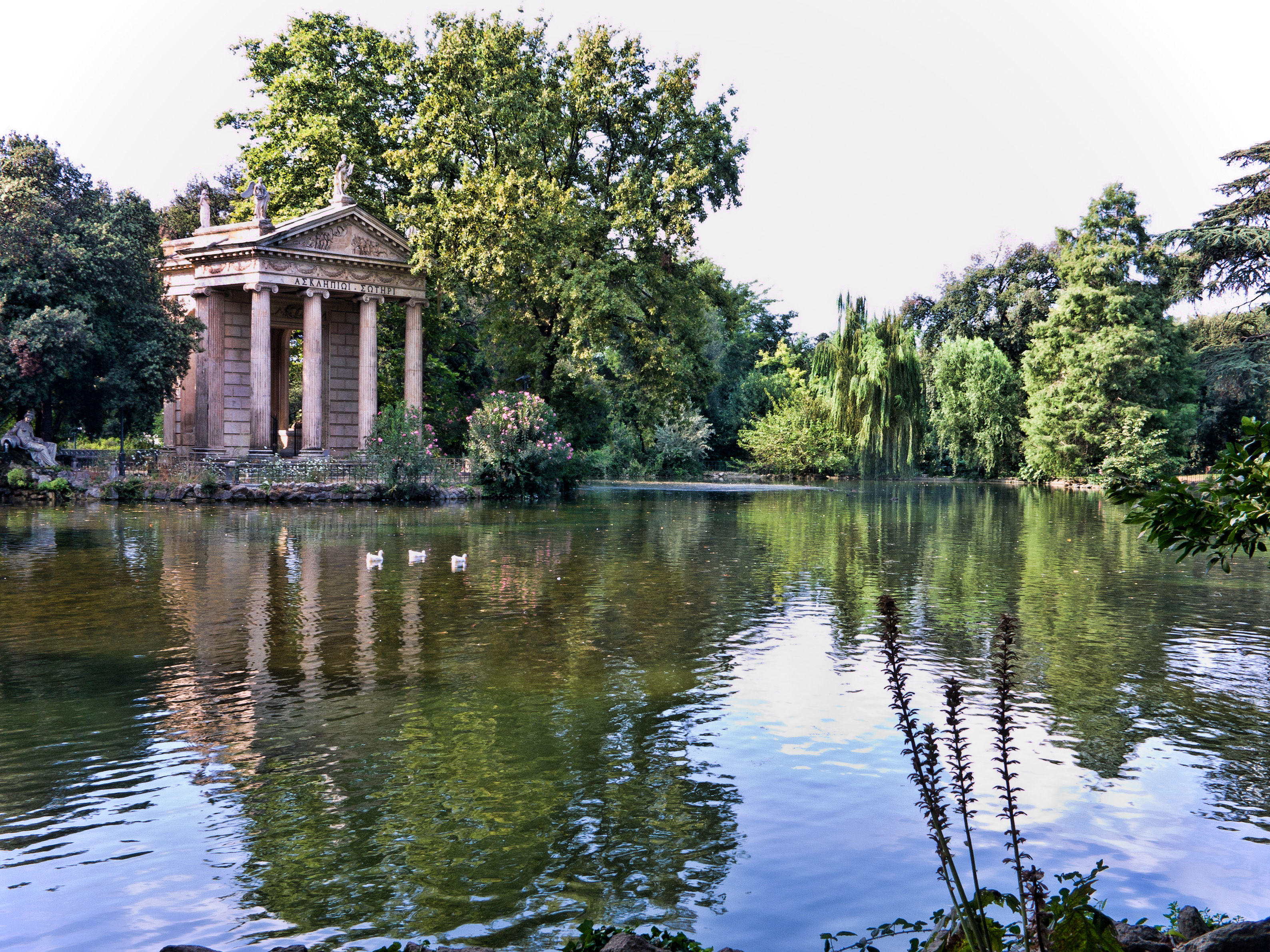
アスクレーピオスの神殿は19世紀に純粋に景観の一部として建設されたものである。イングランドのウィルトシャーにあるストウヘッドの湖の景観に影響を受けている。

ボルゲーゼ公園（ボルゲーゼこうえん）はローマにある80ヘクタールの広大なイギリス式庭園で、その中にはボルゲーゼ美術館などの様々な建築物も建っている。ローマではドリア・パンフィーリ公園に次ぐ2番目の広さの公園である。もともとは現在ボルゲーゼ美術館となっている "Villa Borghese Pinciana"（ピンチョの丘のヴィラ・ボルゲーゼ）の庭園として造営されたもので、17世紀に枢機卿シピオーネ・ボルゲーゼの構想を基に建築家 Flaminio Ponzio が造営した。本来はボルゲーゼ卿のローマ近郊のヴィラであり、美術コレクションを収める家として建てたものである。庭園自体は19世紀に大きく改修されている。

## 歴史
1605年、枢機卿シピオーネ・ボルゲーゼ（教皇パウルス5世の甥で、ベルニーニの後援者）がそれまでブドウ畑だった場所をローマ史上最大の庭園にすることを決めた。そのブドウ畑の場所は共和政ローマ後期に有名だったルクルスの庭園があった場所だった。19世紀になると、自然な景観を生かしたイギリス式庭園に作りかえられた。ヴィラ・ボルゲーゼの庭園は長い間非公式に公開されていたが、1903年にローマの自治体が買い取り、正式に公園とした。このイギリス風の自然公園にはいくつかのヴィラが含まれている。スペイン広場の階段を登っていくとこの公園に向かうことになるし、ポポロ広場からこの公園の南の一部となっているピンチョの丘に入ることもでき、こちらはローマを一望できる。
この庭園にあった17世紀初期の欄干が19世紀後半にイングランドに持ち去られ、1896年にバッキンガムシャーの大邸宅クライブデン・ハウスの敷地内に設置されている。2004年、この欄干でイタリアのキセルガイの一種 (Papillifera papillaris) が見つかり、イングランドで100年以上も棲息していたことが判明した。

## 公園内のヴィラ
- ボルゲーゼ美術館の建物は、ヴィラ・ボルゲーゼの建物をそのまま使っている。建築家ヨハン・ファン・サンテンがカミッロ・フィリッポ・ボルゲーゼの依頼で建設したもので、ベルニーニのダビデ像やダフネ像、アントニオ・カノーヴァの作品 (Paolina Borghese)、ティツィアーノやラファエロやカラヴァッジオの絵画などが収められている。
- ボルゲーゼ公園に隣接するヴィラ・ジュリア国立博物館は、ユリウス3世が夏の別荘として1551年から1555年に建設させたもので、現在はエトルリアの遺物の博物館になっている。

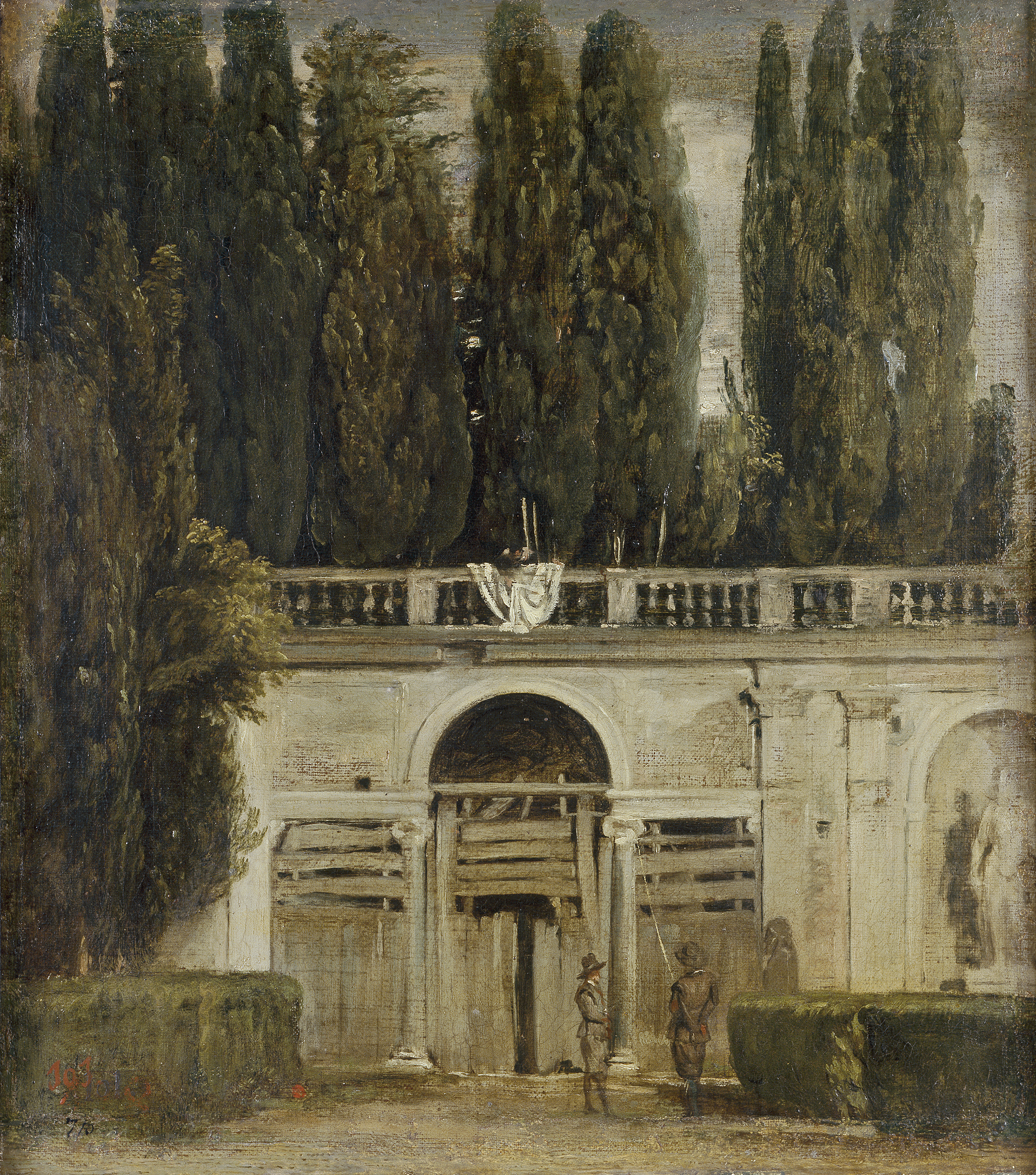
ディエゴ・ベラスケスの描いたヴィラ・メディチ

- ヴィラ・メディチは在ローマ・フランス・アカデミーが使用している。
- Fortezzuola は彫刻家ピエトロ・カノニカのコレクションを所蔵している。
- 1650年代、ディエゴ・ベラスケスはこのヴィラの庭園の夜景をいくつか描いている。電気のない時代なので、松明で照らされた光景を描いている。
- 1911年、ローマで開催された国際美術博覧会 (en) でボルゲーゼ公園内にいくつか展示用の建物が建設され、現存している。
  - ローマ国立近代美術館は19世紀と20世紀のイタリア人芸術家の絵画作品を所蔵している。
  - 現在 British School at Rome として使われている建物は、1911年の博覧会のためにエドウィン・ラッチェンスが設計したパビリオンの1つであり、特に評価が高い。

## その他
- この公園の情景を主題とした交響詩として、レスピーギの『ローマの松』がある。
- 1911年の博覧会では、動物園 (Bioparco) と自然史博物館 (Museo Civico di Zoologia) も建設された。

## ギャラリー

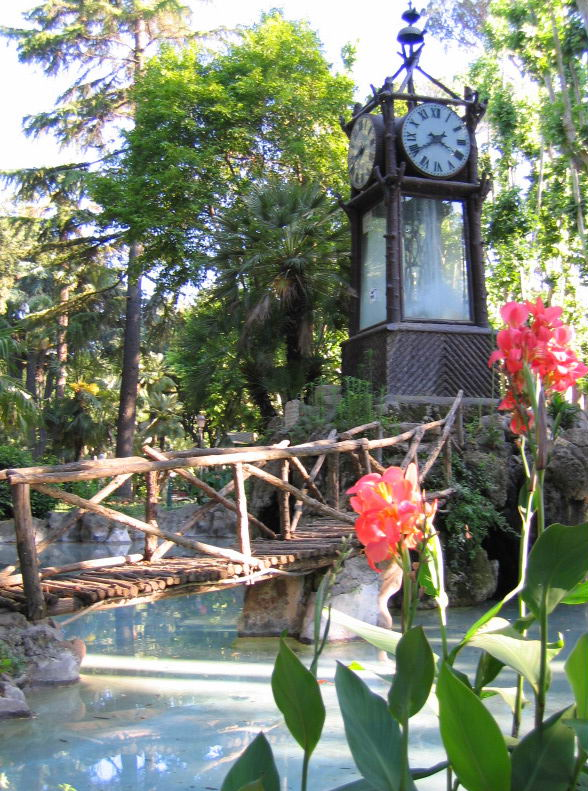
ボルゲーゼ公園内の水時計
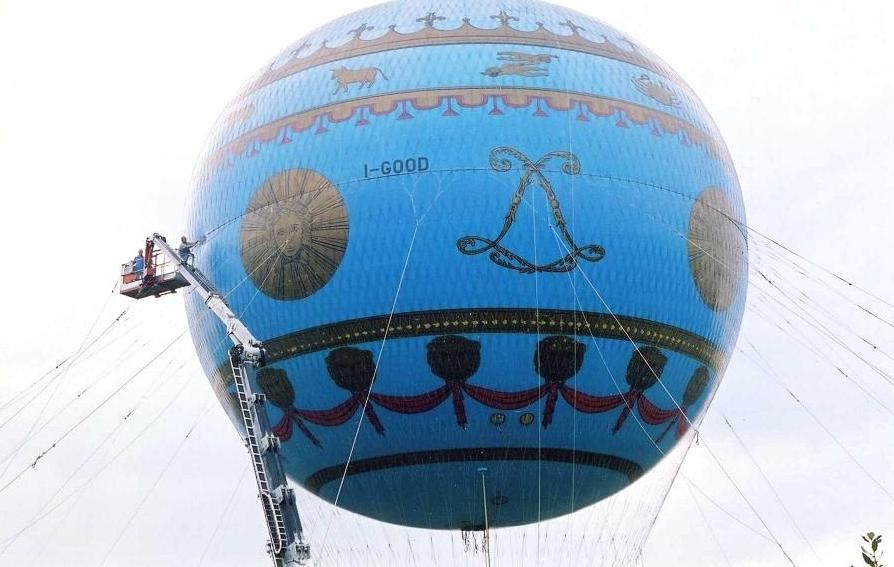
ボルゲーゼ公園のヘリウム気球
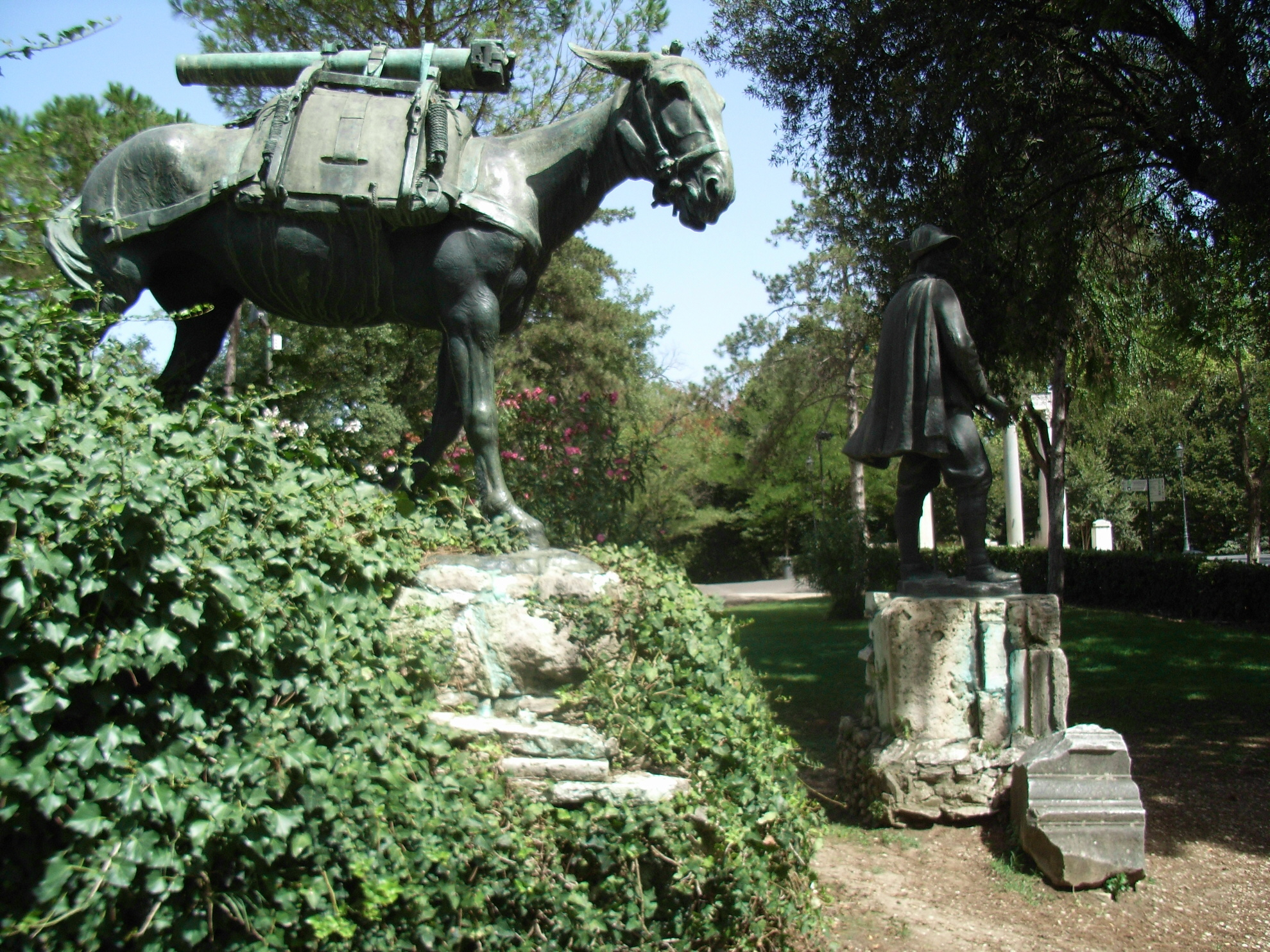
アルピーニの記念碑
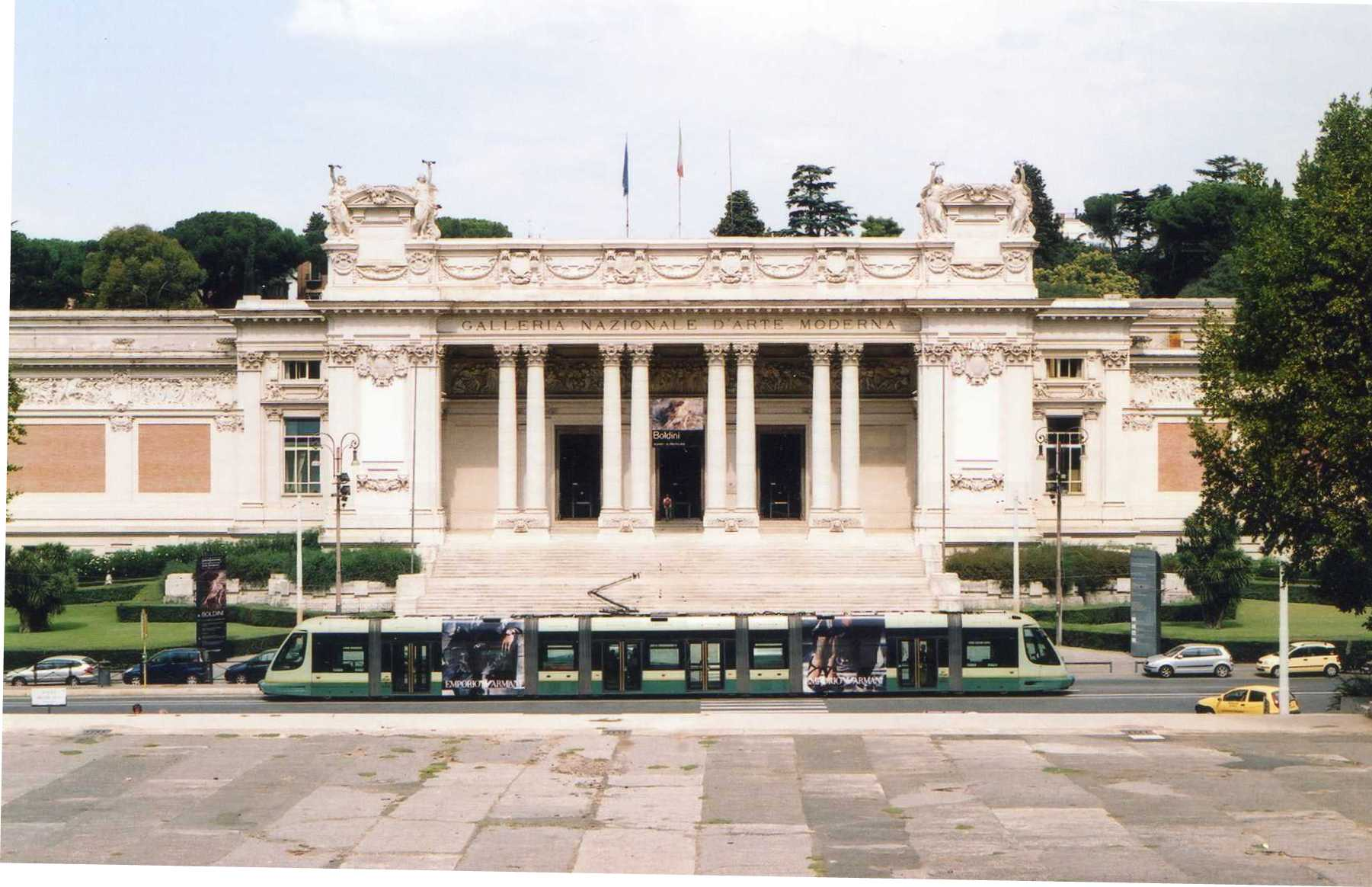
ローマ国立近代美術館